# Cristiano Bodo
Cristiano Bodo (ur. 30 lipca 1968 w Vercelli) – włoski duchowny katolicki, biskup Saluzzo od 2017.

## Życiorys
Święcenia kapłańskie otrzymał 29 maja 1993 z rąk kard. Tarcisia Bertone i został włączony do duchowieństwa archidiecezji Vercelli. Pracował głównie jako duszpasterz parafialny, pełnił także funkcje m.in. sekretarza biskupiego, wicerektora seminarium, wikariusza generalnego archidiecezji oraz wikariusza biskupiego ds. duszpasterskich.
17 grudnia 2016 papież Franciszek mianował go ordynariuszem diecezji Saluzzo. Sakry udzielił mu 25 marca 2017 metropolita Vercelli - arcybiskup Marco Arnolfo.